# Drain-Back-System
Ein Drain-Back-System (englisch drainback solar water-heating system) ist ein bestimmter Typ einer thermischen Solaranlage. Bei dieser Bauart gibt es keinen herkömmlichen Stagnationszustand der Solaranlage. Die englische Bezeichnung Drain-Back bedeutet in etwa so viel wie Rückfluss, hierbei wird eine automatische Entleerung der Kollektoren bei Pumpenstillstand durch Schwerkraft bewirkt.
Sobald die Umwälzpumpe des Kollektorkreises stillsteht, entleert sich die Flüssigkeit von selbst und fließt in einen Auffangbehälter im Inneren des Gebäudes. Dies wird unter anderem dadurch erreicht, weil die verbindenden Leitungen dieser Anlagen ein bestimmtes Gefälle aufweisen. Bei manchen dieser Systemen ist das Auffangvolumen für den Rückfluss, mit im Wärmespeicher enthalten. 
Vorteile
- Hierbei kann die Flüssigkeit in den Sonnenkollektoren nicht verdampfen, weil bei voll mit Wärme aufgeladenem Speicher erst die Umwälzpumpe abschaltet und dann die Flüssigkeit aus den Kollektoren von selbst zurückfließt, bevor es zu einer Verdampfung wegen Hitze kommen könnte.
- Eher höhere Betriebssicherheit, da es zu keinen höheren Druckzuständen, wie bei einer herkömmlichen Stagnation kommen kann.
- Im Winter kann die Flüssigkeit im Kollektor nicht einfrieren, da die Sonnenkollektoren nur dann befüllt sind, falls durch Sonnenschein eine bestimmte Mindesttemperatur erreicht wird. Daher kann im Kollektorkreis destilliertes Wasser ohne Frostschutz, statt Solarflüssigkeit verwendet werden.
- Weniger Wartungsaufwand, da die Flüssigkeit im Kollektorkreis nicht auf Alterung überprüft werden muss.

Nachteile
- Höherer Installationsaufwand, weil die Leitungen einen bestimmten Mindestneigungswinkel aufweisen müssen. Das ist vor allem bei sehr großen Anlagen mit vielen Kollektoren ein erheblicher Mehraufwand.
- Es wird eine stärkere Pumpe im Kollektorkreis benötigt.
- Eventuell vorherige Schulung der Monteure für diesen Anlagentyp erforderlich.